# Rexea prometheoides
Rexea prometheoides és una espècie de peix pertanyent a la família dels gempílids.

## Descripció
- Pot arribar a fer 40 cm de llargària màxima.
- Cos nu, llevat d'unes poques escates que s'estenen al voltant de la part posterior de la línia lateral inferior.
- És de color grisenc amb tonalitats argentades.
- 19-20 espines i 14-17 radis tous a l'aleta dorsal i 2 espines i 12-15 radis tous a l'anal.
- 34 vèrtebres.
- L'aleta pelviana està representada per una sola espina en els espècimens més petits i desapareix en els exemplars de més de 18-20 cm de longitud.
- La línia lateral es ramifica per sota d'entre la quarta i la cinquena espina de la primera aleta dorsal.[6][7]

## Alimentació
Menja peixos, crustacis i cefalòpodes.

## Depredadors
És depredat per Alepisaurus ferox.

## Hàbitat
És un peix marí, bentopelàgic i de clima tropical que viu entre 135 i 540 m de fondària i entre les latituds 36°N-31°S i 34°E-157°E.

## Distribució geogràfica
Es troba a la Conca Indo-Pacífica: Moçambic, Kenya, Reunió, el nord d'Austràlia, Indonèsia, el Vietnam, les illes Filipines, Fiji, Tuvalu i el sud del Japó (incloent-hi les illes Ryukyu).

## Observacions
És inofensiu per als humans.